# Bartholomäus Friedrich von Beichlingen
Bartholomäus Friedrich von Beichlingen, zeitgenössisch meist Bartholomes Friedrich, († 20. Mai 1567) war der letzte männliche Vertreter der Grafen von Beichlingen. Er war Domherr zu Köln und Halberstadt und Rittergutsbesitzer in Creuzburg und Gebesee.
Er war der jüngste Sohn des Grafen Adam von Beichlingen, der zeitweise über seine Verhältnisse lebte und somit den wirtschaftlichen Untergang dieses Adelsgeschlechts einleitete. Die Ehen seiner älteren Brüder blieben kinderlos, wie auch seine Ehe mit der Gräfin Seraphie von Oettingen. Er wurde im Gewölbe der Laurentiuskirche in Gebesee beigesetzt.